# Club Athlétique de Vitry
El Club Athlétique de Vitry, abreujat CA Vitry, és un club de futbol francès de la ciutat de Vitry-sur-Seine.

## Història

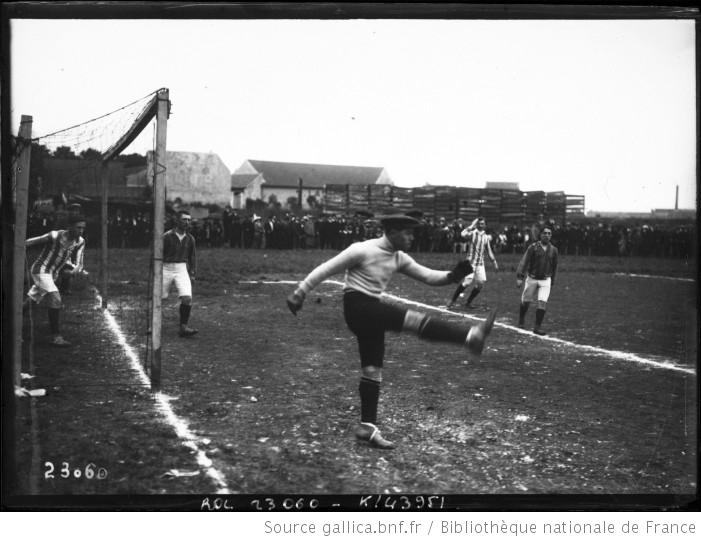
CA Vitry contra RC Luxembourgeois el 1912.

El club va ser fundat el 1897. El club destacà a la Fédération cycliste et athlétique de France, on fou campió els anys 1910 i 1911. A més jugà la final del Trophée de France de 1910. També arribà a semifinals de la Copa de França la temporada 1925-26.
El club jugà el 1917 amb samarreta verda i daurada.

## Palmarès
- Lliga francesa de futbol: 
  - 1910, 1911